# Eucereon xanthodora
Eucereon xanthodora là một loài bướm đêm thuộc phân họ Arctiinae, họ Erebidae.